# Adamov (Karlovice ve Slezsku)
Adamov (deutsch Adamsthal) ist eine Wüstung und Grundsiedlungseinheit der Gemeinde Karlovice (Karlsthal) im tschechischen Moravskoslezský kraj. Das Dorf lag fünf Kilometer nordöstlich von Vrbno pod Pradědem (Würbenthal) im Altvatergebirge. Es erlosch in den 1950er Jahren.

## Geographie
Das als Hufendorf angelegte Adamov erstreckte sich auf einer Länge von 1,3 Kilometern im oberen Tal eines rechten Zuflusses zum Kobylí potok (Kobelfloß) und war von bewaldeten Höhenzügen umschlossen. Nördlich erhebt sich der Moravský kopec (Mährenhübel, 782 m. n.m.), im Osten der Jelení vrch (Hirschberg, 684 m. n.m.) und der Větrný (687 m. n.m.), südöstlich der Milíř (Köhlerstein, 698 m. n.m.), im Süden der Obří vrch (Riesenkoppe, 684 m. n.m.), südwestlich der Ostroh (Restenberg, 732 m. n.m.), im Westen der Huk (788 m. n.m.) und der Větrník (Langeberg, 843 m. n.m.) sowie nordwestlich der Ostrý (819 m. n.m.) und der Kamenec (763 m. n.m.).
Nachbarorte waren Spálené (Kuttelberg) im Norden, Horní Holčovice (Ober Hillersdorf) im Nordosten, Jelení (Hirschberg) im Osten, Krasov (Kronsdorf) und Nové Purkartice (Neubürgersdorf) im Südosten, Hájovny (Hegerhäuser), Karlovice und Nové Karlovice (Neu-Karlsthal) im Süden, Zadní Ves (Hinterdorf) und Vrbno pod Pradědem im Südwesten, Železná (Buchbergsthal) und Mnichov (Einsiedel) im Westen sowie Sokolí Důl (Eiben) im Nordwesten.

## Geschichte
Der Überlieferung nach soll Neu Adamsthal 1712 durch den Herzog von Jägerndorf, Johann Adam Andreas von Liechtenstein gegründet worden sein. Faustin Ens gibt als Gründungszeitpunkt sogar das Jahr 1725 an. Wahrscheinlich begann die Besiedlung des von allen Seiten durch Berge geschützten und von einem Waldbach durchflossenen Tals bereits nach dem Dreißigjährigen Krieg. Die Jägerndorfer Kammer überließ den Siedlern dazu ein Stück des herrschaftlichen Waldbodens zur Urbarmachung.
Die erste urkundliche Erwähnung von Neu Adamsthal erfolgte am 23. August 1710. In diesem, im Jägerndorfer Archiv befindlichen Brief an Johann Adam Andreas von Liechtenstein berichten die Bewohner von Neu Adamsthal, dass sie bereits 48 Häuser auf eigene Kosten errichtet hätten und suchten um Erlaubnis zur Nutzung des größten Hauses als Kretscham und Versammlungsraum. Aus Dokumenten über die Robotdienste der Bewohner geht hervor, dass das Dorf in der zweiten Hälfte des 18. Jahrhunderts bereits auf 61 Häuser angewachsen war.
Im Jahre 1835 bestand Adamsthal bzw. Neu Adamsthal aus 64 Chaluppen mit 429 deutschsprachigen Einwohnern, darunter 120 Protestanten. Katholischer Pfarrort war Karlsthal, die Protestanten waren nach Hillersdorf eingepfarrt. Im Ort gab es einen Bauern; die übrigen Bewohner waren Häusler, die vom Holzschlagen, Tagelohn und Flachsspinnerei lebten. Die Kinder beider Konfessionen wurden gemeinsam in der Dorfschule unterrichtet. Die Nutzfläche umfasste 131 Joch Trieschfelder, 85 Joch Ackerland, 36 Joch Hutweiden und fünf Joch Wiesenland. Wegen der Höhenlage und des steinigen Bodens eigneten sich die Felder nur zum Anbau von Hafer und Flachs. Der Anteil der verzinsbaren herrschaftlichen Grundstücke war geringfügig. Bis zur Mitte des 19. Jahrhunderts gehörte Adamsthal zu den herzoglichen Kammergütern. Das Dorf Adamsthal hatte im Jahre 1850 521 Einwohner.
Nach der Aufhebung der Patrimonialherrschaften bildete Adamsthal eine Gemeinde im Gerichtsbezirk Würbenthal. Ab 1869 gehörte Adamsthal zum Bezirk Freudenthal. Zu dieser Zeit hatte das Dorf 415 Einwohner und bestand aus 67 Häusern. Seit 1880 ist der tschechische Ortsname Adamstál nachweislich. In der zweiten Hälfte des 19. Jahrhunderts setzte ein starker Bevölkerungsrückgang ein. Im Jahre 1900 lebten in Adamsthal 291 Personen, 1910 waren es 262. Beim Zensus von 1921 lebten in den 68 Häusern von Adamsthal 242 Personen, davon 236 Deutsche. Die Häuser waren überwiegend Fachwerkbauten. Im Ort bestanden zu dieser Zeit eine Schule, ein Wirtshaus, eine hölzerne Kapelle und ein Friedhof. Der tschechische Ortsname Adamov wurde 1924 eingeführt. Im Jahre 1930 bestand Adamsthal aus 64 Häusern und hatte 265 Einwohner. Nach dem Münchner Abkommen wurde die Gemeinde 1938 dem Deutschen Reich zugesprochen und gehörte bis 1945 zum neugebildeten Landkreis Freudenthal im Reichsgau Sudetenland. Im Ort lebten im Jahre 1940 265 Einwohner. Nach dem Ende des Zweiten Weltkrieges kam Adamov zur Tschechoslowakei zurück, Ende 1945 kamen Slowaken und einige wenige Tschechen in den Ort.
Von Juni bis Oktober 1946 wurden alle Deutschen, die nach dem Zweiten Weltkrieg verblieben oder zurückkehrten, in vier Transporten aus Adamov vertrieben – insgesamt 207, nach Bayern, Hessen und Württemberg. Am 22. Mai 1947 hatte Adamov 104 Bewohner. 1948 verließen die meisten Neusiedler das Dorf, 1949 die letzten. Ursächlich für den Wegzug war wahrscheinlich, dass Adamov abgelegen und nicht elektrifiziert war. 1950 hatte Adamov keine Einwohner mehr. Es standen noch zwölf Häuser, davon wurden einige 1951 abgebrochen, die restlichen wurden als landwirtschaftliche Gebäude genutzt. 1953 wurde die Gemeinde Adamov offiziell aufgehoben und die Ortsflur der benachbarten Gemeinde Karlovice zugeordnet. 1957/58 wurden sämtliche Gebäude bei militärischen Übungen durch die Armee zerstört. Später entstanden in der Wüstung einzelne Wirtschaftsgebäude.

## Sehenswürdigkeiten
- Reste des Friedhofes mit einigen gut erhaltenen Grabsteinen

## Söhne und Töchter des Ortes
- Paul Heider (1868–1936), Hochmeister des Deutschen Ordens